# 달리아 라비
달리아 라비(히브리어: דליה לביא, 영어: Daliah Lavi, 1942년 10월 12일 ~ 2017년 5월 3일)는 이스라엘의 배우, 가수, 모델이다.